# دبلیو. هیدون برنز
ویلیام هایدن برنس (William Haydon Burns)‏ (۱۷ مارس ۱۹۱۲ ۲۲ نوامبر ۱۹۸۷)، سیاستمدار آمریکایی بود. از سال ۱۹۴۹ تا سال ۱۹۶۵ شهردار شهر جکسون‌ویل ایالت فلوریدا بود و از سال ۱۹۶۵ تا سال ۱۹۶۷ به عنوان سی و پنجمین فرماندار ایالت فلوریدا خدمت کرد.

## اوایل زندگی
هایدن که در شیکاگوی ایالت ایلینوی متولد شد خانواده‌اش در سال ۱۹۲۲ به شهر جکسون‌ویل نقل مکان کرد و هایدن در آنجا در دبیرستان اندریو جکسون درس خواند و سپس در کالج بابسون واقع ایالت ماساچوست پذیرفته شد. قبل از وقوع جنگ دوم جهانی، وسایل برقی خانگی می‌فروخت و مدیر مدرسهٔ پرواز بود. در جریان جنگ در نیروهای دریایی ایالات متحده ملحق شد و به عنوان مدیر فنی دفتر وزیر نیروی دریایی گماشته شد. پس از جنگ به شهر جکسون‌ویل برگشت و یک بنگاه مشورتی روابط عمومی و بازرگانی را راه اندازی کرد و به کسب و کار فروش لوازم خانگی پرداخت.

## شهردار جکسون‌ویل
برنس که طرفدار جداسازی نژادی (طرفدار جدایی نژاد سفید و سیاه) بود، در ۱۹۴۹ برای سمت شهرداری جکسون‌ویل در برابر سی. فرانک وایتهد، شهردار آن زمان، نامزدی خود را اعلام کرد. در انتخابات مقدماتی حزب دموکرات، وایتهد را شکست داد و در انتخابات عمومی با ویلیام آشلی، بازرگان جکسون‌ویل و نامزد مستقل دموکرات مقابل شد ــ این رقابت یک اتفاق نادر بود، زیرا دموکرات‌ها برای دهه‌ها سیاست شهر را در تسلط خود داشتند. برنس در ۲۱ ماه ژوئن سال ۱۹۴۹ آشلی را شکست داد و شهردار جکسون‌ویل شد.
نخستین دور خدمت برنس به عنوان شهردار، یک دوره کوتاه مدت دوساله بود؛ برنس پس از این دور، چهار مرتبه دیگر به عنوان شهردار انتخاب شد که طولانی‌ترین دوره متوالی شهردار در بین شهرداران در تاریخ شهر بود. در جریان دورهٔ شهرداریش، از جریان رشد بزرگ شهر جکسون‌ویل نظارت کرد. برنس در تلاش برای جلب سرمایه‌گذاری‌های بین‌المللی و وادار سازی شرکت‌ها برای انتقال دفاتر شان به این شهر، شهر جکسون‌ویل را در سراسر دنیا معرفی کرد. برنس دستور ساخت یک نمایش اسلاید را بنام (داستان جکسون‌ویل) صادر کرد. صدها بیننده در سراسر جهان این نمایش اسلاید را تماشا کردند. نمایشگاه ملی آمریکا یک نسخهٔ ای از این فیلم را در اتحاد جماهیر شوروی به نمایش گذاشت. برنس خود شخصاً در شهر لاهه و اسرائیل سخنرانی کرد. برنس «داستان جکسون‌ویل» را از اتلانتیک تا اقیانوس آرام به معرفی گرفت و به همین‌گونه شهردار جکسون‌ویل.
برنس رئیس کنفرانس شهرداران ایالات متحده، رئیس اتحادیهٔ شهرداری‌های ایالت فلوریدا و نمایندهٔ کنگرهٔ بین‌المللی شهرداری‌ها انتخاب شد. هنگامی که در سمت شهرداری بود، برای شرکت‌های بیمه و شرکت بیمه پرودنشال که از نیوجرسی در یک ساختمان آسمان خراش در جکسون‌ویل منتقل شده بودند، معافیت مالیاتی داد. به دنبال آن سایر شرکت‌های بیمه به جکسون‌ویل منتقل شدند و شهر جکسون‌ویل به مرکز بیمهٔ ایالت‌های جنوب مشهور شد.
یک کاخ دادگستری جدید و یک ساختمان شهرداری در محل تجمع مواد فاسد و گندیده ساخته شد و یک تالار اجتماعات مدنی که سال‌ها قبل وعدهٔ آن داده شده بود در اطراف رودخانهٔ سنت. جان ساخته شد. ساخت استادیوم ورزشی یادبود جکسون‌ویل و سالن ورزشی پارک بیس بال ساموئل دبلیو ولفسون، شهر را کاملاً مدرن ساختند. خط آهن ساحل آتلانتیک راه‌آهن CSX امروزی، از شهر ویلمینگتن کارولینای شمالی به سمت رودخانهٔ جکسون‌ویل در حرکت است. بزرگترین فروشگاه خرده فروشی سیرز در جهان محلی افتتاح شد که قبلاً محلهٔ می‌خوران و ولگردان بود. یک سیستم شاهراه مخصوص وسایط سریع مدرن شکل گرفت و این شهر امتیاز نمایندگی تیم بیس بال میگوی جامبو جکسون‌ویل و تیم هاکی را بدست آورد.
در جریان دورهٔ شهرداری برنس، این شهر با مشکلات عدیدهٔ مواجه شد. برنس طرفدار جدایی نژادی بود و از توانایی خود برای کنترل منازعات نژادی در جکسون‌ویل استفاده کرد و حتی آتش‌نشان‌ها را برای تقویت نیروهای پلیس شهر به هدف مقاومت در برابر ادغام نژادی، تعیین کرد. خشونت نژادی در ۲۷ ماه اوت سال ۱۹۶۰ در جریان اعتراض به ادغام {رستوران‌های} پیشخوان ناهار مرکز شهر در منطقهٔ فروشگاه هیمینگ پارک، مشتعل شد. طرفداران جدایی نژادی با حمله با چوب بیس بال و دستهٔ تبر در برابر معترضان واکنش نشان دادند؛ از این روز بنام شنبه دسته تبر یا شورش ۱۹۶۰ جکسون‌ویل یادآوری می‌شود. برنس تلاش کرد بازدید کنندگان را مقصر این حادثهٔ شرم‌آور بداند اما رئیس پلیس این حمله را به مردمان محل نسبت داد. ادارهٔ پلیس شهر غرق در رسوایی شد و چندین کیفرخواست از طرف هیت قضائی علیه تمامی مقامات دولتی آن شهر اقامه شد.
یکی از آخرین اقدامات برنس به عنوان شهردار، مدیریت آتش‌سوزی هتل روزولت در مرکز شهر بود. هرچند ۲۳ نفر در اثر این آتش‌سوزی جان باختند اما تعداد زیادی از مهمانان هتل نجات داده شدند. برنس در سال ۱۹۶۴ استعفای خود را از سمت شهرداری اعلام کرد و کاندید فرمانداری ایالت فلوریدا شد. لو ریتر، عالی‌رتبه شهر، در عوض وی در سمت شهرداری منصوب شد.

## فرمانداری
برنس با شکست دادن چارلز هالی جمهوری‌خواه، در انتخابات عمومی ۳ ماه نوامبر، فرماندار فلوریدا شد. در ۵ ژانویه سال ۱۹۶۵ برای خدمت در یک دوره کوتاه مدت دوساله، سوگند یاد کرد. این دورهٔ کوتاه مدت به این دلیل ایجاد شد که دورهٔ انتخابات‌های فرمانداری تغییر یافته بود تا با سال‌های انتخابات در یک زمان قرار نگیرد. برنس در زمان فرمانداری خود، از پیشرفت در تدوین قانون اساسی جدید ایالت و به همین‌گونه از نواحی جدید تفرج در طبعیت و صنعت، نظارت کرد. فرماندار برنس با مجازات اعدام نیز مخالفت ورزید و هیچ اعدامی (آخرین اجرای اعدام قبل از پروندهٔ فورمن علیه جورجیا در سال ۱۹۶۴ اجرا شد) را اجازه نداد.
فرماندار برنس در ۱۵ نوامبر سال ۱۹۶۵ در یک کنفرانس خبری در اورلندو، والت و روی دیزنی را به فلوریدا معرفی کرد، زیرا آن‌ها اعلام کرده بودند که این ایالت محل «دیزنی‌لند ساحل شرقی» تفریحگاه والت دیزنی ورلد، خواهد بود.
انتخابات‌های فرمانداری سال ۱۹۶۶ فرماندار آن زمان را علیه رابرت کینگ‌های، سیاست‌مدار محبوب میامی به رقابت واداشت. این انتخابات مقدماتی حائز اهمیت بود، زیرا برنس از جناح محافظه‌کار حزب دموکرات نمایندگی می‌کرد وهای انتخاب لیبرال‌های فلوریدای جنوبی بود. فرماندار برنس در انتخابات مقدماتی ۱۹۶۶ حزب دموکرات شکست خورد و سپس در انتخابات عمومی ازهای حمایت نکرد. ناظران سیاسی فلوریدا عدم دستیابی‌های به حمایت برنس را به دیدگاه محافظه‌کارانهٔ برنس در مورد حقوق مدنی نسبت می‌دهند. این کار سبب اختلاف حزب در مواجهه با حمایت یکدست جمهوری‌خواهان از کلود کرک شد. برنس در ۳ ژانویه سال ۱۹۶۷، به‌عنوان نخستین فرماندار دموکرات فلوریدا در تاریخ که از زمان دورهٔ بازسازی یک جمهوری‌خواه جانشین وی شد، از قدرت کنار رفت.

## دوران پس از فرمانداری
فرماندار برنس پس از پایان دورهٔ فرمانداریش، به کسب و کار مشورتی خصوصی خود در جکسون‌ویل برگشت. در سال ۱۹۷۱ تلاش کرد که دوباره به عنوان شهردار انتخاب شود، اما در انتخابات مقدماتی حزب دموکرات توسط هانس تازلر، شکست خورد. تعداد زیادی از پروژه‌هایی را که وی ایجاد کرده بود مانند سالن اجتماعات مدنی، در سال ۱۹۹۶ دوباره ساخته شد و به مرکز هنرهای نمایشی تایمز - یونین تغییر نام داده شد و پارک والفسون، ساختمان شهرداری و کلیسوم یا استادیوم ورزشی کهنه‌سربازان جکسون‌ویل با ساختار جدیدتری عوض شدند. با وجود این همه تغییرات، خدمت وی برای پیشرفت شهر تا به امروز مشهود است. هایدن برنس الی مرگش در سال ۱۹۸۷، در جکسون‌ویل بود.